# 美犹联合救济委员会（JDC）旧址

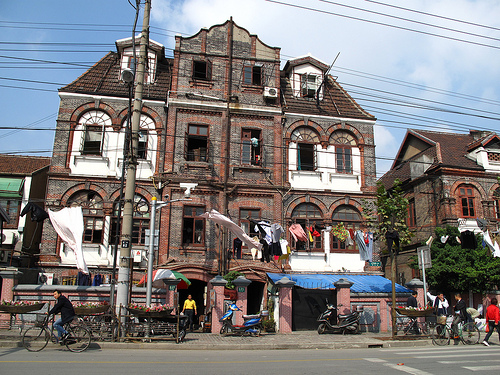

美犹联合救济委员会（JDC）旧址是中国上海市的一座历史建筑，位于虹口区提篮桥街道霍山路119-121号。
美犹联合救济委员会（JDC）成立于1914年，是一个总部设于纽约的犹太慈善机构。其最初的宗旨是帮助因第一次世界大战而经济来源断绝的巴勒斯坦犹太人。在第二次世界大战期间，美犹联合救济委员会是援助上海犹太人的主要机构。该委员会在上海公共租界东区的汇山路119-121号设立了分支机构。
2004年，美犹联合救济委员会（JDC）旧址被列为虹口区文物保护单位。